# Going My Way
Going My Way è una serie televisiva statunitense in 30 episodi trasmessi per la prima volta nel corso di una sola stagione dal 1962 al 1963.
È una commedia drammatica  interpretata dal ballerino e attore Gene Kelly e basata sul film del 1944 La mia via (Going My Way) interpretato da Bing Crosby.

## Trama
Padre Chuck O'Malley è un sacerdote cattolico che viene inviato alla parrocchia di St. Dominic in una zona periferica di New York City. Leo G. Carroll interpreta il vecchio pastore, padre Fitzgibbons, il ruolo di Barry Fitzgerald  nella pellicola. Dick York interpreta l'amico d'infanzia di Chuck, Tom Colwell, il direttore di un centro giovanile laico del quartiere. Nydia Westman interpreta la signora Featherstone, la governante della canonica. Gli episodi sono incentrati sui tentativi di padre O'Malley di instaurare un rapporto con i fedeli locali e sul suo rapporto conflittuale con l'anziano padre Fitzgibbons.

## Personaggi e interpreti

### Personaggi principali
- Padre Chuck O'Malley (30 episodi, 1962-1963), interpretato da	Gene Kelly.
- Padre Fitzgibbon (30 episodi, 1962-1963), interpretato da	Leo G. Carroll.
- Tom Colwell (30 episodi, 1962-1963), interpretato da	Dick York.
- Mrs. Featherstone (30 episodi, 1962-1963), interpretata da	Nydia Westman.

### Personaggi secondari
- Dottor Thornton (4 episodi, 1962-1963), interpretato da	Chris Warfield.
- Sorella Agnes (3 episodi, 1962-1963), interpretata da	Mary Field.
- Mrs. Molletti (2 episodi, 1962-1963), interpretata da	Argentina Brunetti.
- Mr. Murphy (2 episodi, 1962-1963), interpretato da	Jerome Cowan.
- Jerry (2 episodi, 1962-1963), interpretato da	Johnny Eimen.
- Nolan (2 episodi, 1962-1963), interpretato da	Edward Holmes.
- Joey (2 episodi, 1962-1963), interpretato da	Kip King.
- Bathhouse O'Connor (2 episodi, 1962-1963), interpretato da	J. Pat O'Malley.
- Sorella Mary Mathew (2 episodi, 1962), interpretata da	Phyllis Love.
- Tenente Harris (2 episodi, 1962), interpretato da	Ken Lynch.
- Danny Wojack (2 episodi, 1963), interpretato da	Charles Herbert.

## Produzione
La serie fu prodotta da Kerry Productions e Revue Studios e The My Way Company e girata nei Revue Studios a Hollywood in California.

### Registi
Tra i registi sono accreditati:
- Joseph Pevney in 14 episodi (1962-1963)
- Robert Florey in 4 episodi (1962-1963)
- Alan Crosland Jr. in 2 episodi (1963)
- Paul Stewart in 2 episodi (1963)

### Sceneggiatori
Tra gli sceneggiatori sono accreditati:
- Richard Baer in 9 episodi (1962-1963)
- Mark Weingart in 8 episodi (1962-1963)
- Joe Connelly in 6 episodi (1962-1963)
- Emmet Lavery in 5 episodi (1962-1963)
- William Fay in 2 episodi (1962-1963)
- Lewis Reed in 2 episodi (1963)

## Distribuzione
La serie fu trasmessa negli Stati Uniti dal 3 ottobre 1962 al 24 aprile 1963 sulla rete televisiva ABC. Il 6 dicembre 2011 la Timeless Media Group pubblicò Going My Way: The Complete Series su DVD.
Alcune delle uscite internazionali sono state:
- in Germania Ovest il 1º febbraio 1964  (St. Dominic und seine Schäfchen)
- in Venezuela (El buen pastor)
- in Finlandia (Kulje tietäni)

## Episodi
| Stagione       | Episodi | Prima TV USA |
| -------------- | ------- | ------------ |
| Prima stagione | 30      | 1962-1963    |